# Georg Theodor Strobel

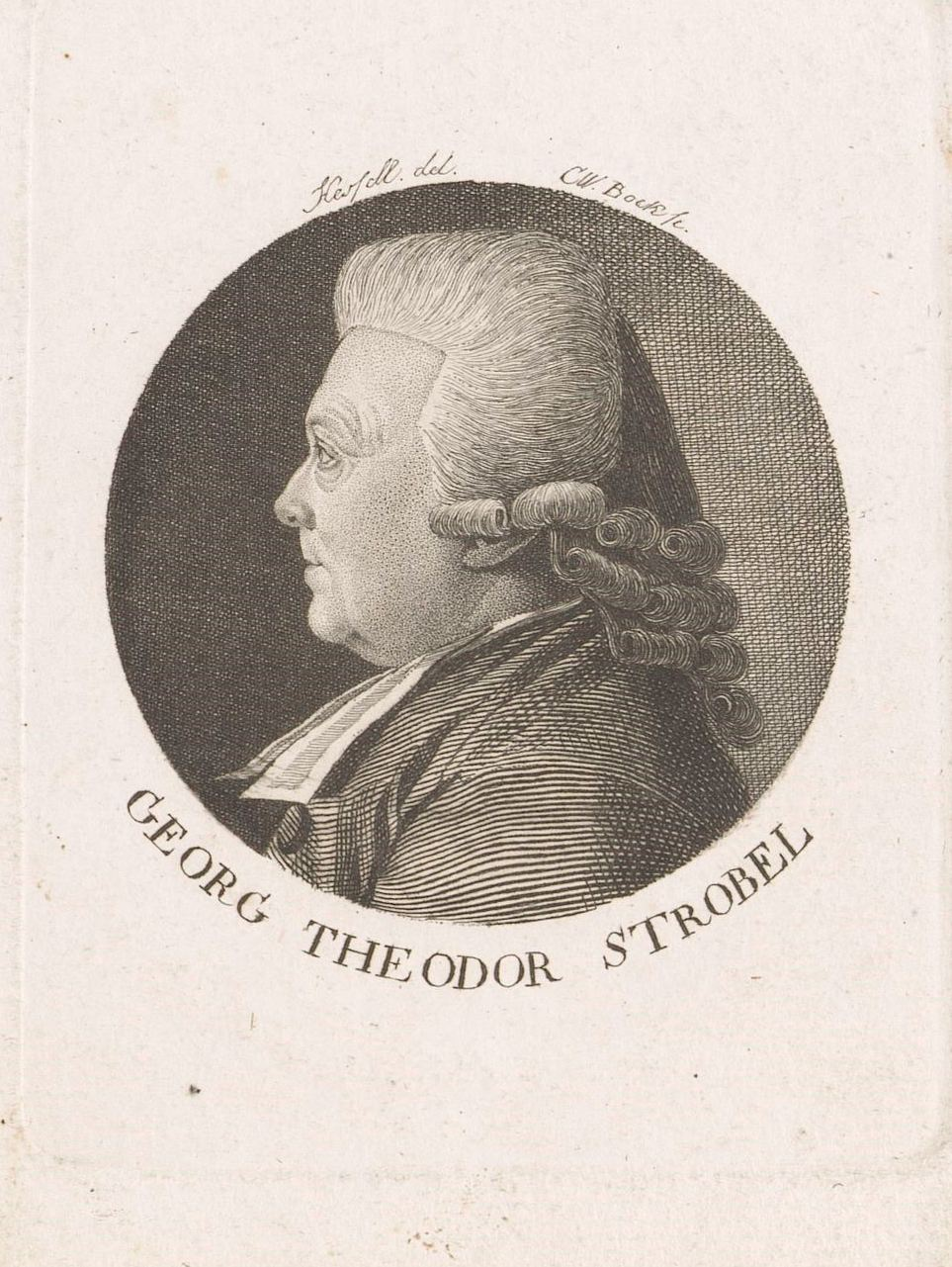
Georg Theodor Strobel

Georg Theodor Strobel (* 12. September 1736 in Hersbruck; † 14. Dezember 1794 in Wöhrd) war ein deutscher lutherischer Theologe und Kirchenhistoriker.

## Leben
Der Sohn eines Bäckers hatte in jungen Jahren bereits gute Geistesanlagen entwickelt. Bis zu seinem 15. Lebensjahr besuchte er die lateinische Schule seiner Vaterstadt und seit 1761 die St.-Sebald-Schule in Nürnberg, wo er bedeutende Fortschritte in den Sprachen und Wissenschaften machte, sowie eine Vorliebe für die klassische Literatur der Griechen und Römer entwickelte. 1766 bezog er die Universität Altdorf, wo Johann Andreas Michael Nagel, Johann Balthasar Bernhold (1687–1769), Georg Andreas Will, Johann Augustin Dietelmair (1717–1787) und Johann Bartholomäus Niederer (1720–1771) seine philosophischen, historischen und theologischen Studien leiteten.
Wegen der damaligen Unruhen des Siebenjährigen Krieges verließ er Altdorf nach einem fünfjährigen Aufenthalt und trat nach absolvierter Prüfung 1762 in das Seminar der Kandidaten des Predigtamtes in Nürnberg ein. Dort übte er sich im Predigen und übernahm einige Hofmeisterstellen in adeligen Familien, bis er 1769 zum Pfarrer in Rasch ernannt wurde. Zugleich erhielt er ein Vikariat in Altdorf und konnte so seine wissenschaftlichen Studien bei Niederer, Johann Christoph Döderlein (1746–1792) und anderen Gelehrten fortsetzen. 1774 wurde Strobel Pfarrer in Wöhrd.
Der dortige Aufenthalt hatte durch die Nähe Nürnbergs und die Bekanntschaft mit Georg Wolfgang Panzer, Georg Ernst Waldau, Link und anderen so viel Anziehendes für ihn, dass er sowohl den Ruf zum Stadtpfarrer in Hersbruck als auch die Stelle eines Antistes und Predigers in Nürnberg ablehnte. Eine erfreuliche Abwechslung erhielt sein Leben durch seine gelehrte Korrespondenz. Strobel starb an Faulfieber, von dem er angesteckt worden war, als er einem Kranken das Abendmahl reichte.
1769 heiratete er Regina Carolina Geng, die Tochter eines Predigers zu Engelthal.

## Wirken
Zu seinen Lieblingsstudien gehörte schon während seiner Hochschulzeit die Kirchen- und Gelehrtengeschichte des sechzehnten Jahrhunderts. Sie verdankt ihm manche schätzbare Abhandlung, die er besonders in den sechs Bänden seiner 1776 herausgegebenen Miscellaneen und in seinen 1784 erschienenen Beiträgen zur Literatur niederschrieb. Zudem seien hier noch seine 1772 erschienene Schrift Nachricht von dem Leben und den Schriften Veit Dietrichs und die 1780 gedruckte Sammlung einiger auserlesener Briefe D. Martin Luthers zur näheren Kenntnis seines rechtschaffenen Herzens hervorgehoben.
Mit Vorliebe behandelte er die Geschichte Philipp Melanchthons. Von der Biographie dieses Gelehrten, welche Joachim Camerarius der Ältere geschrieben hatte, besorgte Strobel 1777 eine Ausgabe. Innig vertraut mit dem Geist, der aus Melanchthons Schriften hervorgeht, hatte dessen Denkart einen unverkennbaren Einfluss auf Strobels Charakter gehabt. Unermüdlich sammelte er einzelne Schriften Melanchthons, sowie die Werke anderer Gelehrter, die mit ihm Kontakt hatten. So hatte Strobel bis zu seinem Lebensende 1085 eigenhändige Briefe Melanchthons und 844 Briefe anderer Gelehrter erschlossen.
Aus seiner Hochachtung gegenüber Melanchthons Lebenswerk verwickelte er sich zweimal in eine literarische Auseinandersetzung. 1773 trat er auf Grund urkundlichen Materials als Ehrenretter Melanchthons gegenüber den Verunglimpfungen des Professors Karl Renatus Hausen auf, der den Wittenberger Kreis und besonders Melanchthon selbst des Verrates an Kurfürst Johann Friedrich und Moritz von Sachsen zeihte. Zehn Jahre später verteidigte er in seiner Apologie Melanchthons diesen gegen die Angriffe, die der streitbare Hamburger Hauptpastor Johann Melchior Goeze gegen Melanchthon wegen angeblicher „Furchtsamkeit, Charakterschwäche und Abfalls von der evangelischen Wahrheit“ erhoben hatte. Auch die 1789 erschienene Nachricht von Melanchthons sämmtlichen Briefen verfolgte den Zweck, den von Goeze geschmähten Reformator wieder zu Ehren zu bringen.
Bis heute hat sich die Betrachtungsweise Strobels über Melanchthons Lebenswerk gehalten, wogegen die Ansichten der Vertreter der lutherischen Orthodoxie innerhalb der Melanchthonforschung in den Hintergrund getreten sind. Strobel, der die Melanchthonforschung im aufklärerisch-historischen Sinne einer Reformationsdarstellung begründete, wurde über Jahrhunderte in der fachlichen Literatur rezipiert. Seine Briefsammlung fand Eingang in die neue Ausgabe von Melanchthons Briefwechsel, die 1977 begonnen wurde und bis heute zwölf Bände Text und zwölf Kommentarbände umfasst.

## Werke
- Hundertjähriges Gedächtniß der Errichtung des Nürnbergischen Seminarii Candidatorum. Nürnberg 1766
- H. Besoldi ad Maur. Helingum de S. Coena. Erfurt und Leipzig 1767
- J. G. Styrzelii Epistolae quaedam selectae ad C. Hoeflichium, Reip. Norimb. Syndicum, et N. Rittershusium JC. Altorf. ex autographis. Cum notis et vita auctoris et duabus orationibus C. Ritter shusii de legibus. Nürnberg 1768
- C. G. et N. Ritterhusiorum, patris et filiorum, et variorum ad eos datae Epistolae; cum notis. Nürnberg 1769
- Kurzgefasste Reformationsgeschichte der Stadt Nürnberg, oder Joh. Müllner’s Bericht von Aenderung der Religion und Abschaffung des Pabstums u.s.w. Nürnberg 1770
- Nachricht von dem Leben und Schriften Veit Dietrich’s eines um die evangelische-lutherische Kirche unsterblich verdienten Theologen; als ein geringerer Beitrag zur Reformationsgeschichte, aus gedruckten und ungedruckten Quellen herausgegeben. Altdorf und Nürnberg 1772 (Online)
- Historisch literärische Nachrichten von den Verdiensten Melanchthons um die heilige Schrift, worin von allen dessen exegetischen Arbeiten und derselben verschiedenen Ausgaben nähere Anzeige gegeben wird. Altdorf und Nürnberg 1773
- Des Freiherrn Joh. V. Schwarzenberg zwei sehr merkwürdige Schriften. Altdorf und Nürnberg 1773
- Die Ehre Melanchthon’s, gerettet wider die ungegründeten Beschuldigungen des Herrn Professor Hausen in seiner Pragmatischen Geschichte der Protestanten. Altdorf und Nürnberg 1773
- Nachricht von Melanchthons öfteren Aufenthalt und Verrichtungen in Nürnberg. Altdorf und Nürnberg 1774
- Nachricht von dem Leben D. Johann Förster’s. ehemaligen berühmten Lehrers der Theologie und der hebräischen Sprache zu Wittenberg. Altdorf 1774
- D. Martin Ratzenberger geheime Geschichte von den Churfürstlichen und Sächsischen Höfern und den Religionsstreitigkeiten seiner Zeit, mit erläuternden und widerlegenden Anmerkungen jetzt zum erstenmahl besonderst herausgegeben. Altdorf 1774 (Online)
- Vermischte Beiträge zur Geschichte der Literatur. Nürnberg 1775
- Bibliotheca Melanchthoniana vel collectio scriptorum Ph. Melanchthonis. Nürnberg 1775, Editio IL Halle 1777, Edilto III auctior. Nürnberg 1782
- Versuch einer Literärgeschichte von Philipp Melanthon’s Locis theologicis, als dem ersten evangelischen Lehrbuche. Altdorf und Nürnberg 1776
- Chursächsische Visitationsartikel vom Jahre 1527 und 1528. Lateinisch und Deutsch verfaßt von Philipp Melanchthon und mit einer historischen Einleitung herausgegeben. Altdorf und Nürnberg 1776
- Joach. Camerarii de vita Phil. Melanchthonis, narratio. Recensuit, notas, documenta, bibliothecam librorum Melanchthonis aliaaque addidit G. T. St. Halle 1777 (Online)
- Phil. Melanchthonis Oratio de illustri Principe Eberardo, Duce Wirtembergensi, Academiae Tubingensis fundatore. Nürnberg 1777
- Miscallaneen literärischen Inhalts, größtentheils aus ungedruckten Quellen. Nürnberg 1778–1782 6. Sammlungen 3. Bd. (Online), 1801 Bd. 1–3 (Online)
- Sammlung einiger auserlesenen Briefe des seligen D. Martin Luther’s, zur nähern Kenntniß seines rechtschaffenen Herzens. Nürnberg 1780, 1796
- Phil. Melanchthonis libellus de scriptoribus ecclesiastics. Accesserunt ejusdem orationes de vitis Ambrosii, Augustini et Hieronymi. Recensuit et praefatus est. Nürnberg 1780
- Philipp Melanchthons Unterschied der evangelischen und paptistischen Lehre, deutsch und lateinisch; als eine seltene und wichtige Schrift mit einer historischen Einleitung herausgegeben. Nürnberg 1782
- Apologie Melanchthon’s wider einige neuere Vorwürfe des Herrn Hauptpastors Götze zu Hamburg. Nürnberg 1783
- Kleine Sammlung geistlicher Gesänge 1783
- Melanchthon’s Bedenken von Kaiserlicher und Päbstlicher Gewalt, nebst einer historischen Einleitung. Frankfurt/M. und Leipzig 1784
- Opuscula quaedam satyrica et ludicra, tempore Reformationis scripta. Ob rarietatem recusa. Frankfurt/M. und Leipzig 1784
- Beiträge zur Literatur, besonderst des 16ten Jahrhunderts; Freunden der Kirchen-, Gelehrten- und Büchergeschichte gewidmet. Frankfurt/M. und Leipzig 1784–1787, 2. Bde. (jeder zwei Stücke enthaltend)
- Literärische Nachricht von Melanchthon’s sämmtlichen Briefen, worin zugleich die Unschuld desselben gegen die Götzischen Schmähungen vertheidigt wird. Frankfurt/M. und Leipzig 1784
- Nachricht von dem Leben J. S. Pfauser’s, evangelischen Hofpredigers Maximilian’s, nachmaligen römischen Kaisers. Frankfurt/M. und Leipzig 1785
- Leben und Schriften Simonis Lemnii. Nürnberg und Altdorf, 1792, (Online)
- Von Melanchthons Ruf nach Frankreich und seinem dahin geschickten Reformationsbedenken vom Jahre 1535. Nürnberg und Altdorf, 1794, (Online)
- Leben, Schriften und Lehren Thomä Müntzers: des Urhebers des Bauernaufruhrs in Thüringen. Nürnberg und Altdorf, 1795 (Online)